# Охотське море

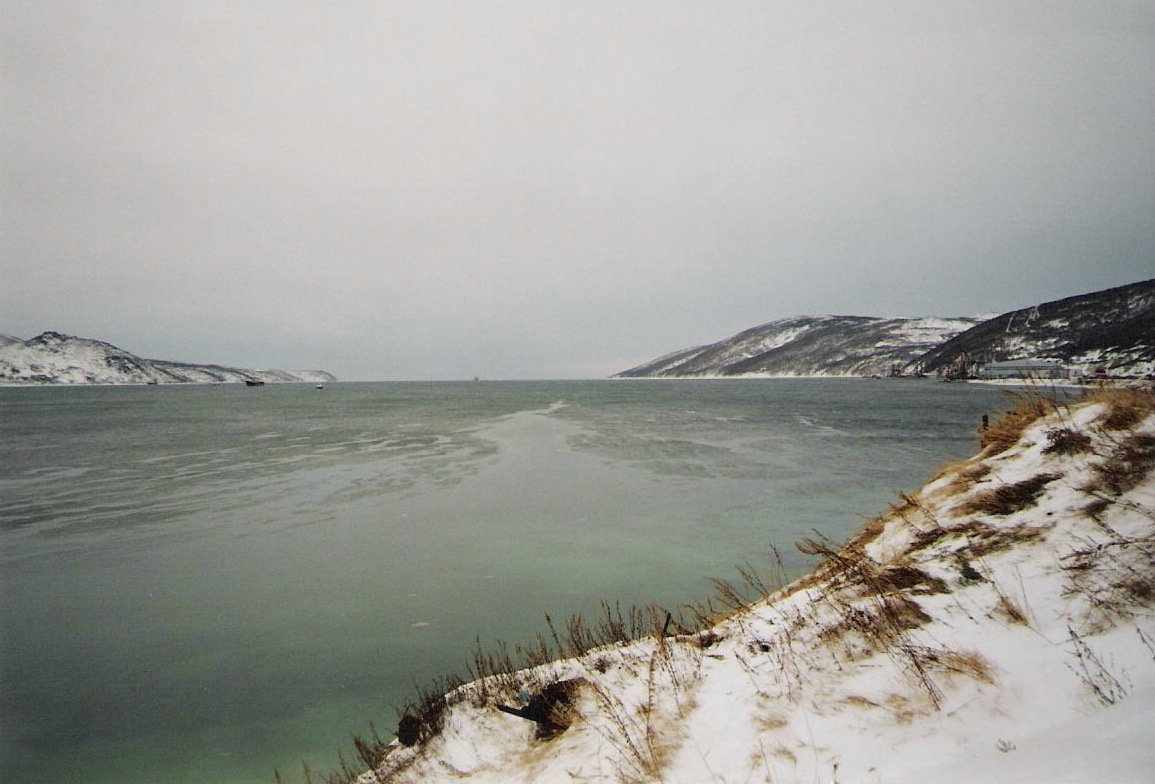
Бухта Нагаєва біля Магадана, Росія

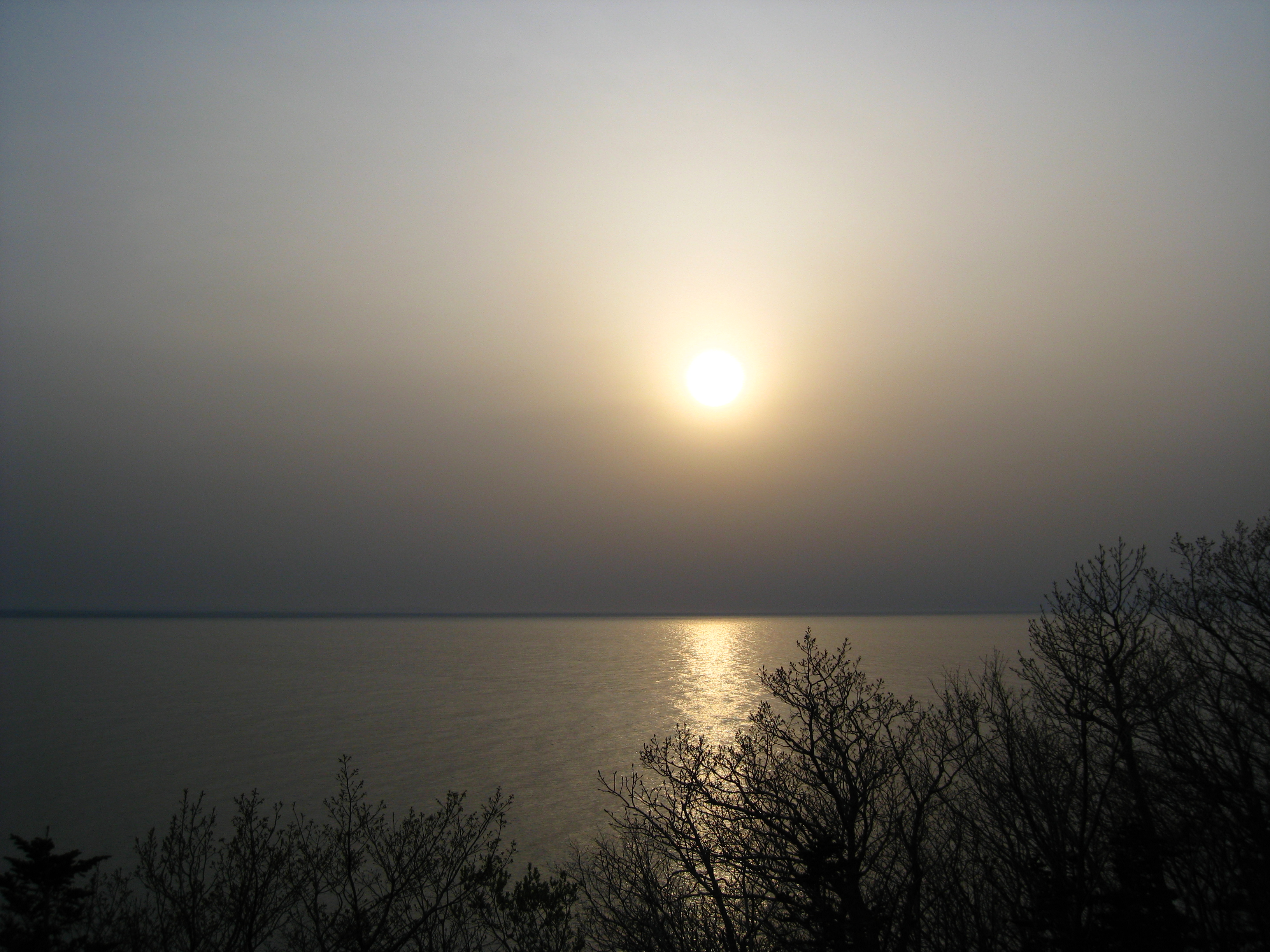
Захід сонця над Охотським морем. Місто. Уторо, п-ів Сіретоко

Охо́тське мо́ре (рос. Охо́тское мо́ре, яп. オホーツク海) — море, частина Тихого океану біля берегів Азії; обмежене російським п-вом Камчатка, Курильськими островами на сході, островом Сахалін на південному заході та японським островом Хоккайдо на півдні. Це окраїнне море. Більша частина моря та узбережжя в межах Росії. На півдні знаходиться Японія. Площа — 1,603 млн км², середня глибина — 1780 м, найбільша глибина — 3521 м.
Західна частина моря розташована на континентальному шельфі і має малу глибину. У центрі моря розташовані западина Дерюгіна (на півдні) та западина ТІНРО. У східній частині розташований Курильський жолоб, де найбільша глибина. Біля західного узбережжя моря розташовані Шантарські острови.
З жовтня по травень — червень північна частина моря покрита льодом. Південно-східна частина практично не замерзає.
Узбережжя на півночі сильно порізано, на північному-сході Охотського моря розташована найбільша її затока — Затока Шеліхова. Серед дрібніших заток північної частини найвідоміші Ейринейська губа і затоки Шельтінга, Забіяка, Бабушкіна, Кекурна, Одеська затока на острові Ітуруп. На сході берегова лінія півострова Камчатка практично позбавлена заток. На південному заході найбільшими є затоки Аніва і Терпіння.
Рибальство (лососевих, оселедець, минтай, мойва, навага тощо)
Впадають річки Амур, Охота, Кухтуй, Уда.
Головні порти: на материку — Магадан, Аян, Охотськ (портпункт); на острові Сахалін — Корсаков, на Курильських островах — Сєвєро-Курильськ.

## Назви
У XVII—XVIII століттях місцевим населенням море часто називалося Тунгуським. У 1639 році Іван Московітін, який вийшов на його берег, назвав море Ламським. На початку 1650-х років Михайло Стадухін, який вийшов до моря річкою Пенжиною, назвав його Пенжинським. Надалі море називалося Камчатським (за назвою півострова, що обмежує його з північного сходу). На мапі 1745 року воно назване Тихим морем, на мапі Ф. Татаринова 1766 року — Камчатським морем. Ця ж назва часто вживалася на географічних мапах XVIII століття. У першій половині ХІХ століття південна частина моря на мапах позначалася як Сахалінське море.
Сучасна назва від назви річки Охоти, що, своєю чергою, походить від евенського Окат — «річка» і вперше з'явилася на мапах у середині XVIII століття. Японці традиційно називали це море «Хоккай» (яп. 北海, досл. «Північне море»). Але оскільки зараз це назва відноситься до Північного моря Атлантичного океану, то назву Охотського моря вони змінили на «Охоцуку-Кай» (яп. オホーツク海), що є адаптацією російської назви до норм японської фонетики.

## Клімат
Акваторія моря лежить у помірному кліматичному поясі, північна частина (затока Шеліхова) — в субарктичному. Увесь рік панують помірні повітряні маси. Переважає мусонна циркуляція. Значні сезонні коливання температури повітря. Цілий рік переважає циклонічна діяльність, погода мінлива, часті шторми. Зима сувора, утворення стійкої морської криги. У східній частині, поблизу Курильської гряди зима відносно тепла, штормова, літо прохолодне. Зволоження достатнє.

## Біологія
Акваторія моря утворює однойменний морський екорегіон бореальної північнотихоокеанської зоогеографічної провінції, акваторія поблизу Курильських островів відноситься до самостійного екорегіону течії Ояшіо. У зоогеографічному відношенні донна фауна континентального шельфу й острівних мілин до глибини 200 м відноситься до пацифічної області бореальної зони.

## Геологія
Море розташоване на Охотській плиті, яка є частиною Північноамериканської плити. Кора під більшою частиною Охотського моря континентального типу.

## Протоки
Протоки Татарська (між Азією і Сахаліном) і Лаперуза (між островами Сахалін і Хоккайдо) з'єднують Охотське море з Японським морем. Протоки Кунаширська і Зради (між островами Кунашир і Хоккайдо) через Південно-Курильску протоку з'єднують
Охотське море з Тихим океаном. Аналогічну функцію виконує Перша Курильська протока між півостровом Камчатка і островом Шумшу, а також численні протоки між островами Курильської гряди: Друга Курильська, Четверта Курильська, протока Сєвєргіна, протока Крузенштерна і багато інших.

## Територіальний режим
Охотське море, хоч і оточене майже з усіх боків територією Російської Федерації, її внутрішнім морем не є. Його акваторію складають внутрішні морські води, територіальні води та виняткова економічна зона Росії та Японії. У центральній частині моря є витягнута в меридіональному напрямку ділянка — Анклав Охотського моря, в англомовній літературі традиційно звана Peanut Hole, яка входить у виняткову економічну зону Росії з березня 2014; зокрема, будь-яка країна світу має тут право здійснювати лов риби і вести іншу дозволену конвенцією ООН з морського права діяльність. Оскільки цей регіон є важливим елементом для відтворення популяції деяких видів промислових риб, уряди деяких країн прямо забороняють своїм суднам вести промисел на цій ділянці моря.

## Запаси нафти
Загальні запаси нафти оцінюються в 3,5 млрд тонн умовного палива, в тому числі 1,2 млрд тонн нафти і 1,5 млрд кубометрів газу.

## Атласи[9]
Різні гідрологічні та метеорологічні характеристики моря відображені у багатьох атласах, серед яких:
- «Атлас Восточного океана с Охотским и Беринговым морем» (1847; складений капітан-лейтенантом, картографом Олександром Кашеваровим);
- «Климатический и гидрологический атлас Охотского моря» (1956);
- «Атлас волнения и ветра Охотского моря» (1966);
- «Атлас солености воды Охотского моря» (1975);
- «Атлас типовых полей ветра Охотского моря» (1977);
- «Атлас типовых полей ветра шельфовой зоны о. Сахалин» (1979);
- «Атлас опасных и особо опасных для мореплавания и рыболовства гидрометеорологических явлений Японского, Охотского и Берингова морей» (1980);
- «Атлас приливов Берингова, Охотского и Японского морей» (1991);
- «Океанографический атлас шельфовой зоны острова Сахалин» в 2-х частинах (2003);
- «Атлас по океанографии Берингова, Охотского и Японского морей» (2003).